# Wolfgang Rohde

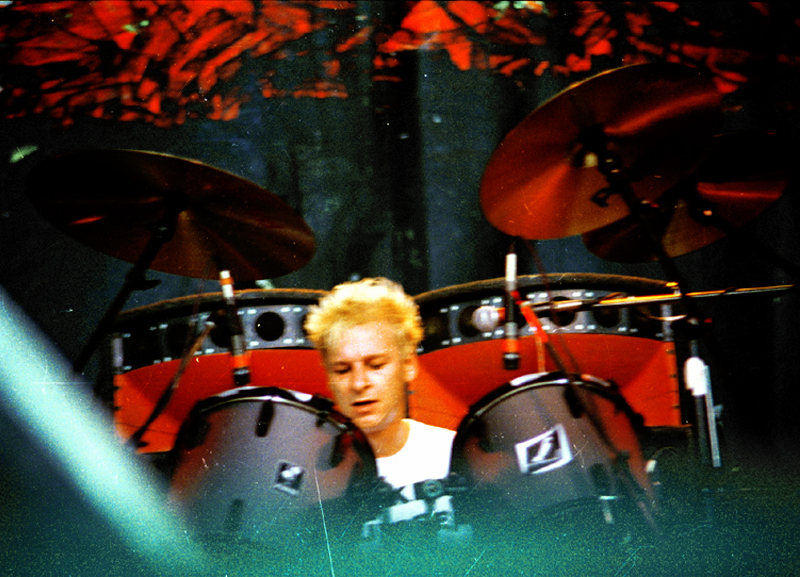
Wölli 1987.

Wolfgang Rohde, mer känd som Wölli, född 9 januari 1950 i Kiel, död 25 april 2016 i Meerbusch i Nordrhein-Westfalen, var en tysk trummis. Han ersatte 1986 Trini som trummis i det tyska punkbandet Die Toten Hosen men steg 1999 ur av hälsoskäl och ersattes av bandets dåvarande trumtekniker Vom (Stephen George Ritchie). Han drev skivbolaget Goldene Zeiten och organiserade festivalen Rock am Turm.